# Mária Mednyánszky

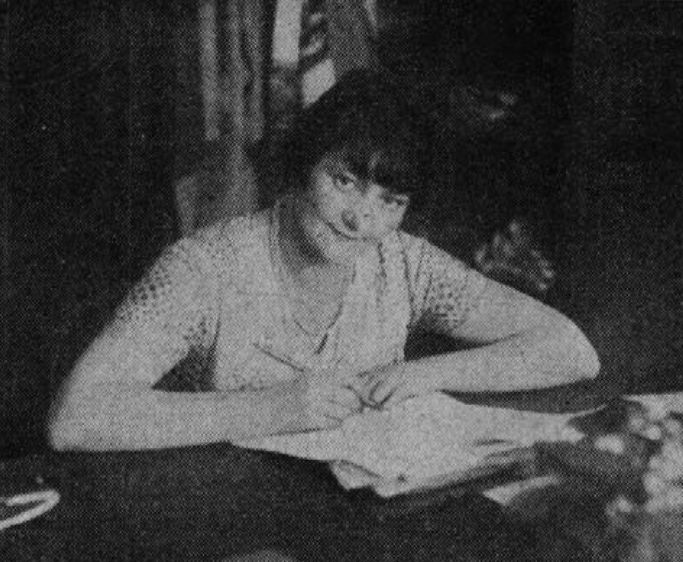
Mária Mednyánszky

Mária Mednyánszky [ˈmaːriɒ ˈmɛdɲaːnski] (* 7. April 1901 in Budapest; † 22. Dezember 1979 in Budapest) war eine ungarische Tischtennisspielerin. Sie ist nach WM-Titeln mit 18 Goldmedaillen erfolgreichste Spielerin vor Angelica Adelstein-Rozeanu (17 Titel).
Zdenko Uzorinac nennt in ITTF 1926–2001 – Table Tennis legends als Sterbedatum den 12. November 1979.

## Leben
Mednyánszky wurde 1926 die erste Tischtennis-Weltmeisterin. Sie stammte aus einem reichen Elternhaus; dies ermöglichte ihr die Teilnahme an der WM. Bei den folgenden vier Weltmeisterschaften verteidigte sie jedes Mal den Titel. Insgesamt gewann sie bei zehn Weltmeisterschaften 28 Medaillen, davon 18-mal Gold.
Den ersten Weltmeistertitel hätte sie auf kuriose Weise fast verpasst. Sie war falsch über den Beginn ihres Erstrundenmatches informiert. So besuchte sie mit einem Freund ein Fußballspiel, kam eigentlich zu spät zu dem Match, aber die Organisatoren erlaubten ihr, das Match nachzuholen. Danach gewann sie alle Spiele und errang den Weltmeistertitel.
1942 beendete sie ihre aktive Laufbahn wegen einer unheilbaren Mittelohrentzündung.
Für ihre sportlichen Erfolge überreichte ihr der Präsident des ungarischen Tischtennisverbandes György Lakatos 1976 die seinerzeit höchste Auszeichnung des ungarischen Staates, die Sport-Verdienstmedaille der Ungarischen Volksrepublik in Gold.
Mária Mednyánszky war mit dem Bankangestellten Jenő Klucsik verheiratet, der ebenso wie sie im Verein MTK (Magyar Testgyakorlók Köre) spielte. Ihr Sohn Laszlo Kluksic hat in Ungarn ein Buch über Mária Mednyánszky geschrieben.

## Erfolge
- Weltmeisterschaften
  - 1926 in London: 1. Platz Einzel, 1. Platz Mixed mit Zoltán Mechlovits (HUN)
  - 1928 in Stockholm: 1. Platz Einzel, 1. Platz Doppel mit Fanchette Flamm (AUT), 1. Platz Mixed mit Zoltán Mechlovits (HUN)
  - 1929 in Budapest: 1. Platz Einzel, 3. Platz Doppel mit Anna Sipos (HUN), 3. Platz Mixed mit Zoltán Mechlovits (HUN)
  - 1930 in Berlin: 1. Platz Einzel, 1. Platz Doppel mit Anna Sipos (HUN), 1. Platz Mixed mit Miklós Szabados (HUN)
  - 1931 in Budapest: 1. Platz Einzel, 1. Platz Doppel mit Anna Sipos (HUN), 1. Platz Mixed mit Miklós Szabados (HUN)
  - 1932 in Prag: 2. Platz Einzel, 1. Platz Doppel mit Anna Sipos (HUN), 2. Platz Mixed mit Miklós Szabados (HUN)
  - 1933 in Baden: 2. Platz Einzel, 1. Platz Doppel mit Anna Sipos (HUN), 1. Platz Mixed mit István Kelen (HUN)
  - 1934 in Paris: 1. Platz Doppel mit Anna Sipos (HUN), 1. Platz Mixed mit Miklós Szabados (HUN), 2. Platz mit dem Team
  - 1935 in London: 1. Platz Doppel mit Anna Sipos (HUN), 3. Platz Mixed mit Miklós Szabados (HUN)
  - 1936 in Prag: 3. Platz Doppel mit Magda Gál (HUN), 2. Platz Mixed mit István Kelen (HUN)

- Ungarische Meisterschaften
  - 1928 – 1. Platz Einzel, 1. Platz Mixed mit Zoltán Mechlovits
  - 1929 – 1. Platz Einzel, 1. Platz Doppel mit Anna Sipos, 1. Platz Mixed mit Miklós Szabados
  - 1930 – 1. Platz Einzel, 1. Platz Doppel mit Anna Sipos
  - 1932 – 1. Platz Einzel, 1. Platz Doppel mit Anna Sipos
  - 1933 – 1. Platz Einzel, 1. Platz Doppel mit Anna Sipos, 1. Platz Mixed mit István Boros
  - 1934 – 1. Platz Einzel, 1. Platz Doppel mit Magda Gál, 1. Platz Mixed mit Miklós Szabados
  - 1936 – 1. Platz Doppel mit Magda Gál
  - 1939 – 1. Platz Doppel mit Anna Sipos

- Internationale Meisterschaften
  - 1928 in Berlin (GER) – 1. Platz Einzel, 2. Platz Mixed mit Zoltán Mechlovits
  - 1930 in Hannover (GER) – 1. Platz Einzel, 1. Platz Mixed mit Miklós Szabados
  - 1932 in Wiesbaden (GER) – 1. Platz Einzel, 1. Platz Doppel mit Lehfeldt (GER), 1. Platz Mixed mit Miklós Szabados
  - 1932 in England – 1. Platz Einzel, 1. Platz Doppel (mit Martin)

## Turnierergebnisse
| Verband | Veranstaltung     | Jahr | Ort       | Land | Einzel    | Doppel     | Mixed      | Team |
| ------- | ----------------- | ---- | --------- | ---- | --------- | ---------- | ---------- | ---- |
| HUN     | Weltmeisterschaft | 1937 | Baden     | AUT  | letzte 32 | letzte 16  | letzte 16  |      |
| HUN     | Weltmeisterschaft | 1936 | Prag      | TCH  | letzte 16 | Halbfinale | Silber     | 5    |
| HUN     | Weltmeisterschaft | 1935 | Wembley   | ENG  | letzte 16 | Gold       | Halbfinale | 2    |
| HUN     | Weltmeisterschaft | 1934 | Paris     | FRA  | letzte 16 | Gold       | Gold       | 2    |
| HUN     | Weltmeisterschaft | 1933 | Baden     | AUT  | Silber    | Gold       | Gold       |      |
| HUN     | Weltmeisterschaft | 1932 | Prag      | TCH  | Silber    | Gold       | Silber     |      |
| HUN     | Weltmeisterschaft | 1931 | Budapest  | HUN  | Gold      | Gold       | Gold       |      |
| HUN     | Weltmeisterschaft | 1930 | Berlin    | GER  | Gold      | Gold       | Gold       |      |
| HUN     | Weltmeisterschaft | 1929 | Budapest  | HUN  | Gold      | Halbfinale | Halbfinale |      |
| HUN     | Weltmeisterschaft | 1928 | Stockholm | SWE  | Gold      | Gold       | Gold       |      |
| HUN     | Weltmeisterschaft | 1926 | London    | ENG  | Gold      |            | Gold       |      |